# 이진석 (연출가)
이진석(1958년 1월 22일~)은 대한민국의 MBC 드라마 본부의 PD 출신으로, 현재 제이에스픽쳐스 대표이기도 하다. 그는 1990년대 중반 당시 MBC TV 드라마 제작 PD 시절 동사 동료 및 2년 후배 장용우 등과 함께 트렌디 서정극 드라마 작품의 프로듀싱의 빼어난 연출 등으로 이름을 날렸다.
1982년 MBC(문화방송)에 입사하였으며, 1995년작 TV 드라마 《아파트》를 끝으로써, 1996년 8월 8일 MBC를 퇴사하여 프리랜서를 선언하였다. 그러나 이듬해 1997년작 드라마 《별은 내 가슴에》를 통해 자회사 MBC 프로덕션(지금의 MBC C&I)에 적을 뒀고, 그 이후 차기 연출작으로 선택한 1998년작 《사랑》까지 이 회사에 몸담았는데, 그는 일단 한때 아세아네트워크 이적설이 있었지만 결국 이 회사가 SBS(서울방송)에 납품해야 한다는 이유 탓인지 스스로 포기했다.
그 뒤, 2000년 MBC 수목 미니시리즈 《이브의 모든 것》을 통해 MBC 프로덕션에 또다시 적을 뒀었다.
직계 가족관계로는 아내와 사이에 1남 1녀(맏아들과 막내딸)가 있는 그는 동료 연출자 정세호 PD와 함께 제이에스픽쳐스를 공동으로 설립했다. 정세호 감독이 개인적인 사정 때문에 회사를 떠난 뒤에 이진석 본인과, 전직 KBS 한국방송공사 편성본부 전문위원 출신의 최상식 공동 대표로 구성됐다. 제이에스픽쳐스는 그 이후 외주제작한 KBS 2TV 드라마 《결혼합시다》, 《그녀는 짱》의 잇다른 실패 뒤 최상식이 회사를 떠난 후 이진석 대표 단독으로 꾸며가고 있다.

## 학력
- 서강대학교 신문방송학 학사

## 경력
- 1982년 : MBC 입사
- 1982년 ~ 1999년 : MBC 드라마본부 프로듀서
- 1999년 : 제이에스픽쳐스 대표이사

## 작품

### 드라마
- 1987년~1988년 MBC 《푸른교실》(연출)
- 1990년 MBC 특집드라마 《두 권의 일기》(연출)
- 1990년 MBC 특집드라마 《추억 여행》(연출)
- 1990년 MBC 금요 청춘드라마 《우리들의 천국》(연출)
- 1992년~1993년 MBC 《매혹》(연출)
- 1994년 MBC 월화드라마 《사랑을 그대 품안에》(연출)
- 1995년 MBC 월화드라마 《호텔》(연출)
- 1995년~1996년 MBC 주말연속극 《아파트》(연출)
- 1997년 MBC 월화드라마 《별은 내 가슴에》(연출)
- 1998년 MBC 월화드라마 《사랑》(연출)
- 1998년 MBC 수목드라마 《해바라기》(연출)
- 1999년 MBC 주말연속극 《사랑해 당신을》(연출)
- 2000년 MBC 수목드라마 《이브의 모든 것》(연출)
- 2001년 MBC 수목드라마 《네 자매 이야기》(연출)
- 2001년~2002년 MBC 금요 드라마《우리집》(연출)
- 2002년 MBC 월화드라마 《내 사랑 팥쥐》(연출)
- 2003년 SBS 수목드라마 《술의 나라》(연출)

### 제작 작품
- KBS 2TV 주말 드라마 수상한 삼형제

### 영화
- 1997년 체인지 (연출)

## 수상 경력
- 2010년 대한민국 콘텐츠 어워드 방송영상 그랑프리부문 문화체육관광부장관표창
- 2011년 제2회 대한민국 대중문화예술상 국무총리표창